# Cuauhtémoc, San Andrés Tuxtla
Cuauhtémoc är en ort i Mexiko.   Den ligger i kommunen San Andrés Tuxtla och delstaten Veracruz, i den sydöstra delen av landet, 400 km öster om huvudstaden Mexico City. Cuauhtémoc ligger 779 meter över havet och antalet invånare är 188.
Terrängen runt Cuauhtémoc är lite bergig. Runt Cuauhtémoc är det ganska tätbefolkat, med 83 invånare per kvadratkilometer. Närmaste större samhälle är San Andres Tuxtla, 13,3 km sydväst om Cuauhtémoc. Omgivningarna runt Cuauhtémoc är en mosaik av jordbruksmark och naturlig växtlighet.